# نزدیکی به شبهه
نزدیکی به شبهه یا وَطی به شبهه از دیدگاه فقه شیعه، آمیزش جنسی اشتباهی یک فرد است با کسی که همسر او نیست. منظور از آمیزش، دخول به اندازهٔ ختنه‌گاه است.

## گونه‌ها
- شبهه در موضوع؛ همچون اینکه فرد با غیر همسر – مثل دوقلوی همسر – به تصور اینکه همسر خود اوست، همبستر شود.
- شبهه در حکم؛ همانند اینکه مرد، خواهر پسری را که با او لواط کرده، عقد نماید و با او همبستر گردد در حالی که به‌واسطهٔ آن لواط بر یکدیگر حرام ابدی هستند.[۱]

## مشروعیت فرزندان
در فقه اسلامی، اگر فرزندی از وطی به شبهه به وجود آید حلال‌زاده به‌شمار می‌آید و از والدین خود ارث خواهد برد مگر آنکه اثبات شود که این ارث‌بری ناشی از جهل و شبهه نبوده و شخص پنهان‌کاری کرده است.